# Umpendorf am Wörthersee
Krumpendorf am Wörthersee é um município da Áustria localizado no distrito de Klagenfurt-Land, no estado de Caríntia.